# Kontrast (literatura)
Kontrast – zabieg stylistyczny polegający na przedstawieniu pewnego zjawiska poprzez ukazanie na tle lub obok zjawiska zupełnie odmiennego. Takie zestawienie przeciwieństw (pojęć, zjawisk, cech, postaci) służy uwydatnieniu cech charakterystycznych opisywanego zjawiska czy obiektu. 
Zabieg ten zastosował np. Ignacy Krasicki w bajce „Malarze” lub Jan Kochanowski w Trenie VIII.